# Nikoloz Sherazadishvili

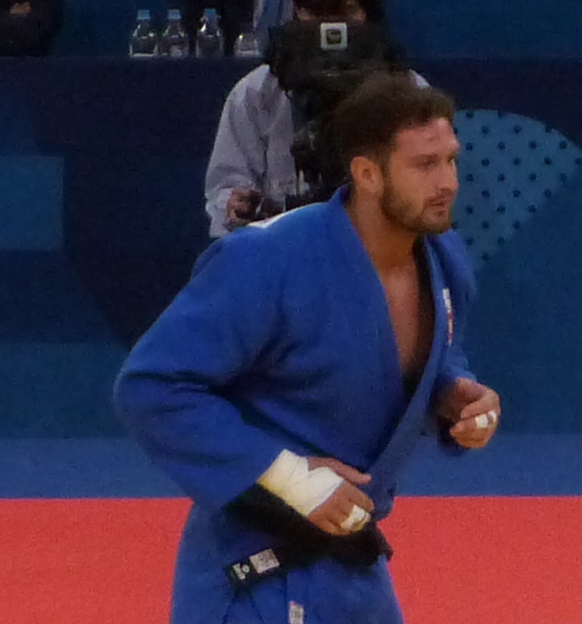
Nikoloz Sherazadishvili (2024)

Nikoloz Sherazadishvili (georgisch ნიკოლოზ შერაზადიშვილი, Nikolos Scherasadischwili; * 19. Februar 1996 in Tiflis, Georgien) ist ein spanischer Judoka. Er war 2018 der erste männliche spanische Judoweltmeister, 2021 gewann er seinen zweiten Weltmeistertitel.

## Sportliche Karriere
Nikoloz Sherazadishvili wuchs in Georgien auf und kam zu Beginn der 2010er Jahre nach Spanien. Ab 2011 nahm er an spanischen Meisterschaften im Kadettenbereich teil. Seit 2014 startete er im Mittelgewicht, der Gewichtsklasse bis 90 Kilogramm. 2014 gewann er in dieser Gewichtsklasse Bronze bei den Junioreneuropameisterschaften und Silber bei den U21-Weltmeisterschaften. 2015 folgte noch einmal Silber bei den U21-Weltmeisterschaften und 2016 ebenfalls Silber bei den Junioreneuropameisterschaften. 2017 gewann er nach 2015 seinen zweiten Spanischen Meistertitel. Ende 2017 gewann er in Abu Dhabi sein erstes Grand-Slam-Turnier.
Bei den Europameisterschaften 2018 in Tel Aviv unterlag Sherazadishvili im Halbfinale dem Russen Michail Igolnikow, mit einem Sieg über den Weißrussen Yahor Varapayeu sicherte er sich eine Bronzemedaille. Zwei Monate später siegte Sherazadishvili im Finale der Mittelmeerspiele in Tarragona über den Serben Nemanja Majdov.
Bis 2018 waren zwei Spanierinnen Weltmeisterin geworden: Miriam Blasco 1991 und Isabel Fernández 1997. Bei den Weltmeisterschaften 2018 in Baku bezwang Nikoloz Sherazadishvili bereits in seinem zweiten Kampf den Europameister Igolnikow. Es folgten Siege über den Slowenen Mikail Özerler, den Kubaner Asley González und den Ungarn Krisztián Tóth. Im Finale bezwang Sherazadishvili den Kubaner Iván Felipe Silva und gewann damit den dritten Weltmeistertitel für Spanien, den ersten bei den Männern.
2019 gewann Sherazadishvili die Grand-Slam-Turniere in Brasilia und in Abu Dhabi, Anfang 2020 siegte er in Paris. Ende 2020 belegte er den fünften Platz bei den Europameisterschaften in Prag. Im April 2021 schied er bei den Europameisterschaften in Lissabon in seinem Auftaktkampf gegen den Niederländer Jesper Smink aus. Anderthalb Monate später bezwang er im Halbfinale der Weltmeisterschaften in Budapest den Japaner Kenta Nagasawa, im Finale gewann er gegen den Usbeken Davlat Bobonov. Bei den Olympischen Spielen in Tokio unterlag er im Viertelfinale dem Russen Michail Igolnikow, am Ende belegte Sherazadishvili den siebten Platz.
2022 siegte Sherazadishvili im Finale der Gewichtsklasse bis 100 Kilogramm bei den Mittelmeerspielen in Oran gegen den Algerier Mustapha Bouamar. Bei den Europameisterschaften 2022 und 2023 gewann Sherazadishvili jeweils Bronze. Bei den Weltmeisterschaften 2024 in Abu Dhabi unterlag er im Viertelfinale gegen den Aserbaidschaner Zelym Kotsoiev. Mit zwei Siegen erkämpfte der Spanier auch hier eine Bronzemedaille. Bei den Olympischen Spielen 2024 in Paris unterlag Sherazadishvili im Viertelfinale dem Schweizer Daniel Eich. Mit einem Sieg über den Japaner Aaron Wolf erreichte Sherazadishvili den Kampf um Bronze und verlor dann gegen den Usbeken Muzaffarbek Turoboyev.